# 2014 في جمهورية أيرلندا
فيما يلي قوائم الأحداث التي وقعت خلال عام 2014 في جمهورية أيرلندا.

## سياسة

### تعيين في المنصب
- 7 مايو – إندا كيني وزير الدفاع [الإنجليزية]‏.
- 8 مايو – فرانسيس فيتزجيرالد وزير العدل والمساواة [الإنجليزية]‏.
- 4 يوليو – جوان بيرتون تانيست.
- 11 يوليو – ليو فرادكار وزير الصحة [الإنجليزية]‏.

### انتهاء فترة المنصب
- 7 مايو – فرانسيس فيتزجيرالد Minister for Children, Equality, Disability, Integration and Youth [الإنجليزية]‏.
- 11 يوليو – إندا كيني وزير الدفاع [الإنجليزية]‏.
- 11 يوليو – ليو فرادكار وزير النقل والسياحة والرياضة [الإنجليزية]‏.

## رياضة
- 1 يونيو – طواف إيطاليا 2014 الفائزون فابيو آرو، ريغوبيرتو أوران، 2014 Omega Pharma–Quick-Step season [الإنجليزية]‏، خوليان أريدوندو، أيه إل أم 2014 [الإنجليزية]‏، Andrea Fedi [الإنجليزية]‏، نيرو كوينتانا، Marco Bandiera [الإنجليزية]‏، ناصر بوهاني.

## أفلام
من الأفلام التي صدرت هذه السنة في جمهورية أيرلندا:
- 1 يناير – أغنية من البحر من إخراج توم مور.

## برامج ومسلسلات وأنمي
- السقوط

## وفيات

### أغسطس
- 21 أغسطس – ألبرت رينولدز (مواليد 1932) سياسي أيرلندي.